# Grönlandsbanken
Grönlandsbanken är en grönländsk bank, med huvudkontor i Nuuk. 

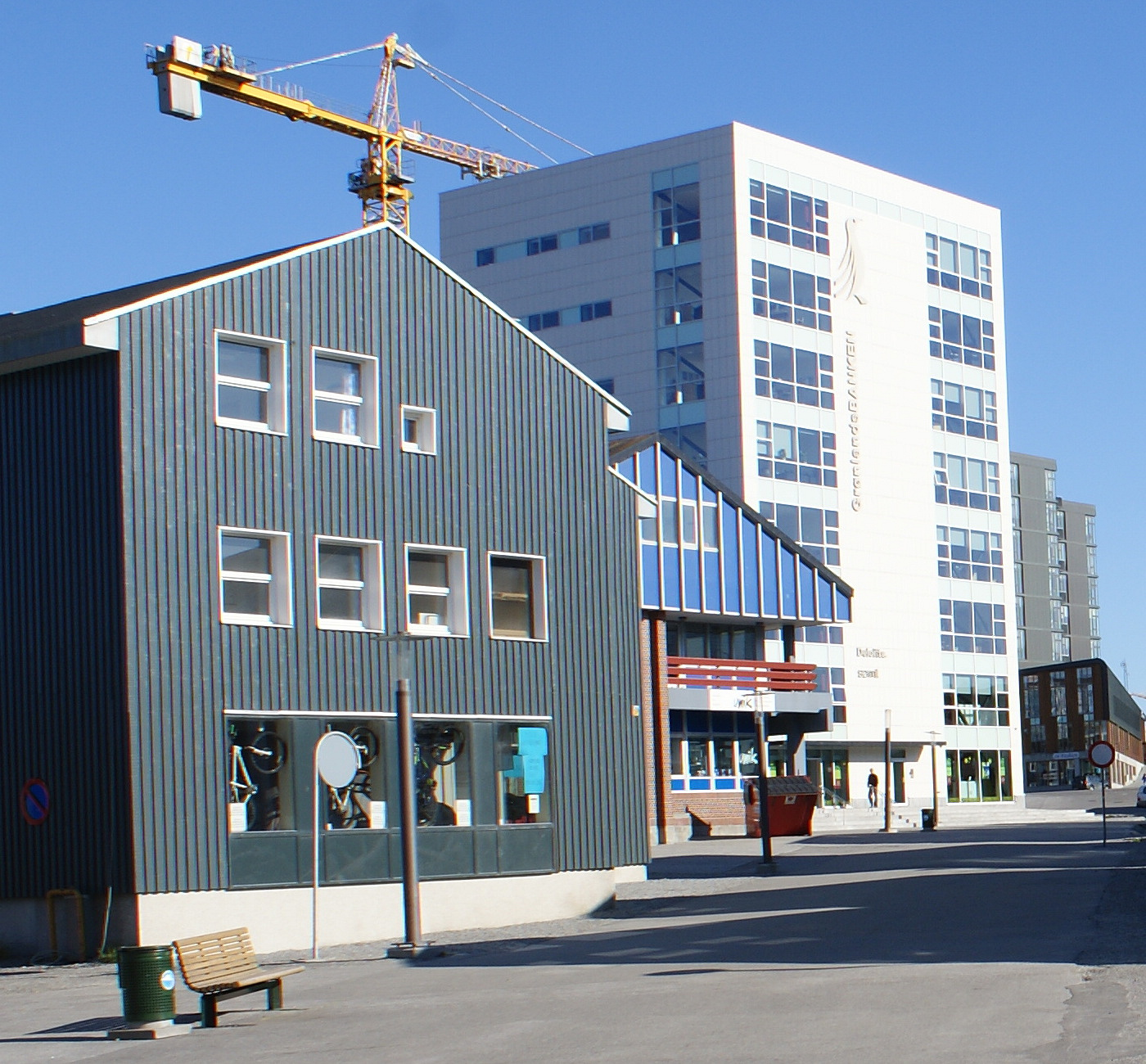
Huvudkontoret i Nuuks centrum

Banken grundades 1967 av flera danska banker (2/3 av aktiekapitalet) och Danmarks Nationalbank (1/3). Detta räknas som Grönlands första bank, även om den danska banken Bikuben 9 månader tidigare hade öppnat en filial i Nuuk. Bankens öppningsdag var 1 juli 1967. 
1997 fusionerades banken med Nuna Bank, som bildades 1985, genom att ta över Bikubens fyra filialer på Grönland. Beslutet fattades i de två respektive bankernas bolagsstämmor i april 1997, med verkan från 1 januari 1997. 
Från och med mars 2008 har banken ca. 60 000 kunder. 